# Língua cumique
O cumique, ou kumyk, (кумык) é uma língua túrquica, falada pelos cumiques um povo que vive no Daguestão, Ossétia do Norte e Chechênia, na Rússia. O idioma é falado por cerca de 446 mil pessoas.

## Características
Divide-se em três dialetos: kaitak, mais influenciado pelas línguas caucasianas, falado pelos cumiques do sul; buinaksk e aksay ou khasavjurt, que forma a base literária da literatura nacional desenvolvida no século XIX em alfabeto árabe, que foi substituído em 1928 pelo latino e em 1938 pelo cirílico.

## Status oficial
Com frequência serviu como língua franca aos povos daguestanis, de forma que em 1920 era a segunda língua mais falada no Daguestão e em vias de converter-se na principal língua escrita do país. Os dirigentes comunistas daguestanis mantiveram esta situação durante os anos 1920, e entre 1923 e 1928 tentaram unificar o Daguestão com uma fala turca. Em 1933 circulavam doze diários no Daguestão, sete deles em cumique, mas em 1934 Moscou optou pelo pluralismo linguístico que levou o país à divisão linguística para facilitar a russificação, já que o russo foi declarado oficial. Apesar de que o avar o deslocou como fala intertribal, segundo o artigo 78 da constituição linguística da União Soviética no Daguestão, era uma das nove línguas literárias oficiais. O principal diário em cumique é Ёлдаш (Yoldash, Camarada), sucessor do soviético Ленин ёлу (Lenin yolu', Caminho de Lenin).